# Corridor Keystone
Le Corridor Keystone est une ligne ferroviaire de 562 km qui relie Philadelphie et Pittsburgh. Il est constitué des deux lignes : la ligne Principale (de Philadelphie à Harrisburg) et la ligne de Pittsburgh (de Harrisburg à Pittsburgh).